# Angel Face (stripalbum)
Angel Face is het zeventiende album uit de stripreeks Blueberry van Jean-Michel Charlier (scenario) en Jean Giraud (tekeningen). Het album verscheen voor het eerst in 1978 bij uitgeverij Dargaud-Lombard en Dargaud-Oberon. Het album is daarna nog zes keer herdrukt, voor het laatst in 2004. Ook verscheen er hardcover edities. Angel Face werd in 2018 samen met de delen Vogelvrij verklaard, Gebroken neus en De lange mars integraal uitgegeven door Dargaud. 

## Inhoud
Het album Angel Face vormt met Vogelvrij verklaard een tweeluik en wordt vaak samen met de drie voorgaande albums als één lang verhaal beschouwd. In Vogelvrij verklaard wist Blueberry te ontsnappen uit de militaire strafgevangenis van Francisville in Alabama en raakte hij betrokken bij het complot om president Grant uit de weg te ruimen. De aanslag mislukt en iedereen maakt nu jacht op Blueberry die als dader gezien wordt. Ondertussen worden door gevangenisdirecteur Kelly en diens handlanger Blake nieuwe plannen gesmeed om Grant te vermoorden. Blueberry is op de vlucht en probeert hun plan te verijdelen.

## Hoofdpersonen
- Blueberry, cavalerieluitenant
- Kelly, gevangenisdirecteur van Fancisville
- Blake, outlaw
- Guffy Palmer, eigenaresse van een bordeel
- Angel Face, scherpschutter